# Karulyfalva
Karulyfalva (románul: Coroieni) falu Romániában, Máramaros megyében.

## Fekvése
Máramaros megyében, Magyarlápostól délnyugatra, Dánpataka déli szomszédjában fekvő település.

## Története
Karulyfalva neve 1584-ben tűnt fel először az oklevelekben, már akkor Karulyfalva néven, 1750-ben Károlyfalva, 1857-ben Károlyfalva néven írták nevét. A falu valószínűleg 1554 és 1584 között keletkezett.
A település ekkor Magyarlápos tartozéka volt.
1598-ban Köblösi Teke György és Karuly Simon volt a település birtokosa.
1608-ban Báthory Gábor fejedelem Karulyfalvi Karuly Simont és Tivadart itteni nemesi telkükben új adomány címén megerősítette. A többi rész Szamosújvár tartozéka volt.
1609-ben Kendi Istvánt írták birtokosának, majd 1615-ben Karulyfalvi Karuly Simon birtoka volt, azonban 1629-ben már Báthory Gábor fejedelem birtokának írták.
1631-ben II. Rákóczi György e birtokot Mezőmadarasi Faragó Andrásnak, a mezei hadak kapitányának adta zálogba Bethlen Gábor idején kifejtett vitézségéért.
1657-ben Karulyi Lászlónak és Gilányi Gergelynek volt itt részbirtoka.
1658-ban Gilányi Gergely és neje Apaffy Anna birtoka, a település ekkor a magyarláposi járáshoz tartozott.
1676-ban Gilányi Gergely itteni birtokát a református egyházra hagyta.
1746-ban a kolozsvári református egyház, 1750-ben pedig a nagyenyedi református kollégium birtoka lett.
1746 és 1863 között egyházi birtok volt.
1866-ban a Karuly, Kina, ekar, Tarcza, Rácz családok voltak birtokosai, 1898-ban pedig Muszte János és neje, Muszte László, és György birtoka volt.
A falu határának nagy része terméktelen. A lakosság jövedelemforrása a sóhordás Deésaknáról Szilágysomlyóra, mely utat egy évben egyszer tették meg.
A lakosság len, kender, gyapjúfonással és szövéssel foglalkozott. Iparosai: kerekes, asztalos, kovács.
A falunak 10 pataki malma volt, mind egy kerékkel és kővel Indre György, László, Micze Gergely, Kriszte Ernő és Miklós, Kingye Turfán, Muszte János, Pap Simon és László birtokában.
Határának földje gyenge, de trágyázva eléggé termő volt.
Főbb terményei: tengeri, zab, búza, alakor, lucerna, s több takarmányféle.
Állatai: szarvasmarha, ló, juh, kecske, sertés.
Gyümölcsei: alma, körte, szilva, barack, meggy, cseresznye.
1857-ben a falu házainak száma 113, 505 lakosából 120 görögkatolikus, 385 görögkeleti.
1886-ban 519 lakosából 115 görögkatolikus, 395 görögkeleti, 9 zsidó volt.
1891-ben 516 lakosából 120 görögkatolikus, 385 görögkeleti, 3 református, 8 izraelita volt.

## Nevezetességek
- Görögkatolikus temploma – 1873-ban épült, Péter apostol és Pál apostol tiszteletére szentelték fel.
- Görögkeleti temploma – 1867-ben épült, és Mihály arkangyal és Gábor arkangyal tiszteletére lett felszentelve.